# Мейплсвілл
Мейплсвілл (англ. Maplesville) — місто (англ. town) в США, в окрузі Чилтон штату Алабама. Населення — 637 осіб (2020).

## Географія
Мейплсвілл розташований за координатами 32°47′18″ пн. ш. 86°52′36″ зх. д. / 32.78833° пн. ш. 86.87667° зх. д. (32.788282, -86.876650).  За даними Бюро перепису населення США в 2010 році місто мало площу 8,57 км², з яких 8,47 км² — суходіл та 0,10 км² — водойми.

## Демографія
Згідно з переписом 2010 року, у місті мешкало 708 осіб у 257 домогосподарствах у складі 186 родин. Густота населення становила 83 особи/км².  Було 304 помешкання (35/км²).
Расовий склад населення:
| - 68,9 % — білих - 28,5 % — чорних або афроамериканців - 0,1 % — корінних американців |

До двох чи більше рас належало 1,7 %. Частка іспаномовних становила 1,1 % від усіх жителів.
За віковим діапазоном населення розподілялося таким чином: 29,0 % — особи молодші 18 років, 58,4 % — особи у віці 18—64 років, 12,6 % — особи у віці 65 років та старші. Медіана віку мешканця становила 34,4 року. На 100 осіб жіночої статі у місті припадало 101,1 чоловіків;  на 100 жінок у віці від 18 років та старших — 91,3 чоловіків також старших 18 років.
Середній дохід на одне домашнє господарство  становив 43 800 доларів США (медіана — 32 788), а середній дохід на одну сім'ю — 56 285 доларів (медіана — 56 389). Медіана доходів становила 48 750 доларів для чоловіків та 31 875 доларів для жінок. За межею бідності перебувало 29,1 % осіб, у тому числі 29,6 % дітей у віці до 18 років та 16,3 % осіб у віці 65 років та старших.
Цивільне працевлаштоване населення становило 297 осіб. Основні галузі зайнятості: роздрібна торгівля — 17,2 %, освіта, охорона здоров'я та соціальна допомога — 16,8 %, виробництво — 15,5 %.